# 케임브리지 플라톤 학파
케임브리지 플라톤 학파(Cambridge Platonists)는 17세기 중엽, 영국의 케임브리지 대학을 중심으로 탄생된 관념론 철학자의 그룹이다. 주요 학자로는 랠프 커드워드, 벤자민 위치코트, 헨리 모어 등이 있다. 그들은 한편으로는 홉스로 대표되는 유물론(唯物論) 철학에 반대하고, 또 한편으로는 퓨리터니즘의 과격한 교조주의(敎條主義)에 반대했다. 따라서 인식론이나 도덕론에서는 경험론이나 쾌락주의를 배격하고, 인간에 선천적으로 내재하는 보편적인 원리를 강조하며,이기심보다도 질서와 조화를 주장하였고, 종교적으로는 교의(敎義)를 중시하지 않고 이성(理性)을 존중하는 광의주의(廣義主義)의 입장을 취했다. 이 학파는 점차 명상적(冥想的) 경향이 강해져서 신비주의에 가까워졌기 때문에 철학사상으로는 별로 중시되지 않지만, 도덕철학으로서는 18세기에 나타나는 소위 도덕감학파(道德感學派)의 선구(先驅)를 이루며, 종교적으로는 이신론(理神論)에 연결되는 것으로서, 존 로크의 사상에도 커다란 영향을 주었다.

## 같이 보기
- 플라톤의 우화 해석